# Presidente Castelo Branco (kommun i Brasilien, Paraná)
Presidente Castelo Branco är en kommun i Brasilien.   Den ligger i delstaten Paraná, i den södra delen av landet, 900 km sydväst om huvudstaden Brasília. Antalet invånare är 4 775.
Omgivningarna runt Presidente Castelo Branco är en mosaik av jordbruksmark och naturlig växtlighet. Runt Presidente Castelo Branco är det tätbefolkat, med 397 invånare per kvadratkilometer.